# Huslenky
Huslenky jsou obec v okrese Vsetín ve Zlínském kraji, na obou březích Vsetínské Bečvy a jejich přítoků, ve východní části Valašska, asi dvanáct kilometrů jihovýchodně od Vsetína. Žije zde přibližně 2 200 obyvatel. Katastr obce zabírá třináct bočních údolí sahajících až po hřebeny Javorníků a Vsetínských vrchů, z nich největší jsou údolí Kychová a Uherská.
Obec vznikla v roce 1949 oddělením od obce Hovězí. Lípa ve znaku odkazuje na památnou lípu v údolí Uherská u Kretů, ve které byly za protireformace ukrývány zakázané knihy.

## Název
Na místě dnešních Huslenek zanikla koncem 15. století vesnice, jejíž jméno bylo v 16. století zapsáno jako Huslná nebo Huslina. To bylo odvozeno buď od osobního jména Husla (jehož základem bylo obecné hus – „husa“) nebo (méně pravděpodobně) od osobního jména Úsila (k místnímu jménu od něj odvozenému by pak bylo připojeno nářeční H–). Původní tvar Huslina nebo Húsilina znamenal „Huslova (Úsilova) ves“. Dnešní podoba jména (zdrobnění a přechod do množného čísla) pochází až z konce 19. století.

## Historie
První písemná zmínka o obci pochází z roku 1505.

## Pamětihodnosti
- Evangelický kostel – v Huslenkách sídlí farní sbor Českobratrské církve evangelické
- Partyzánský pomník – Papajské sedlo – na památku přechodu 4. československé brigády, která osvobodila Vsetín.
- Sklářův dům – rodný dům Michala Skláře – významného rodáka z Huslenek, který se proslavil především jako vesnický bavič a šašek v 19. století
- Šenk U Divokého Osla
- Přírodní rezervace Makyta – zachovalé bukové lesy na severních svazích stejnojmenného vrcholu, sedm kilometrů jihovýchodně od Huslenek
- Přírodní rezervace Galovské lúky – horské louky asi tři a půl kilometru jihovýchodně od obce, významné zejména výskytem vstavačovitých rostlin
- Přírodní rezervace Losový

## Rodáci
- Gustav Adolf Říčan mladší (1912–1973), kazatel a historik

## Galerie

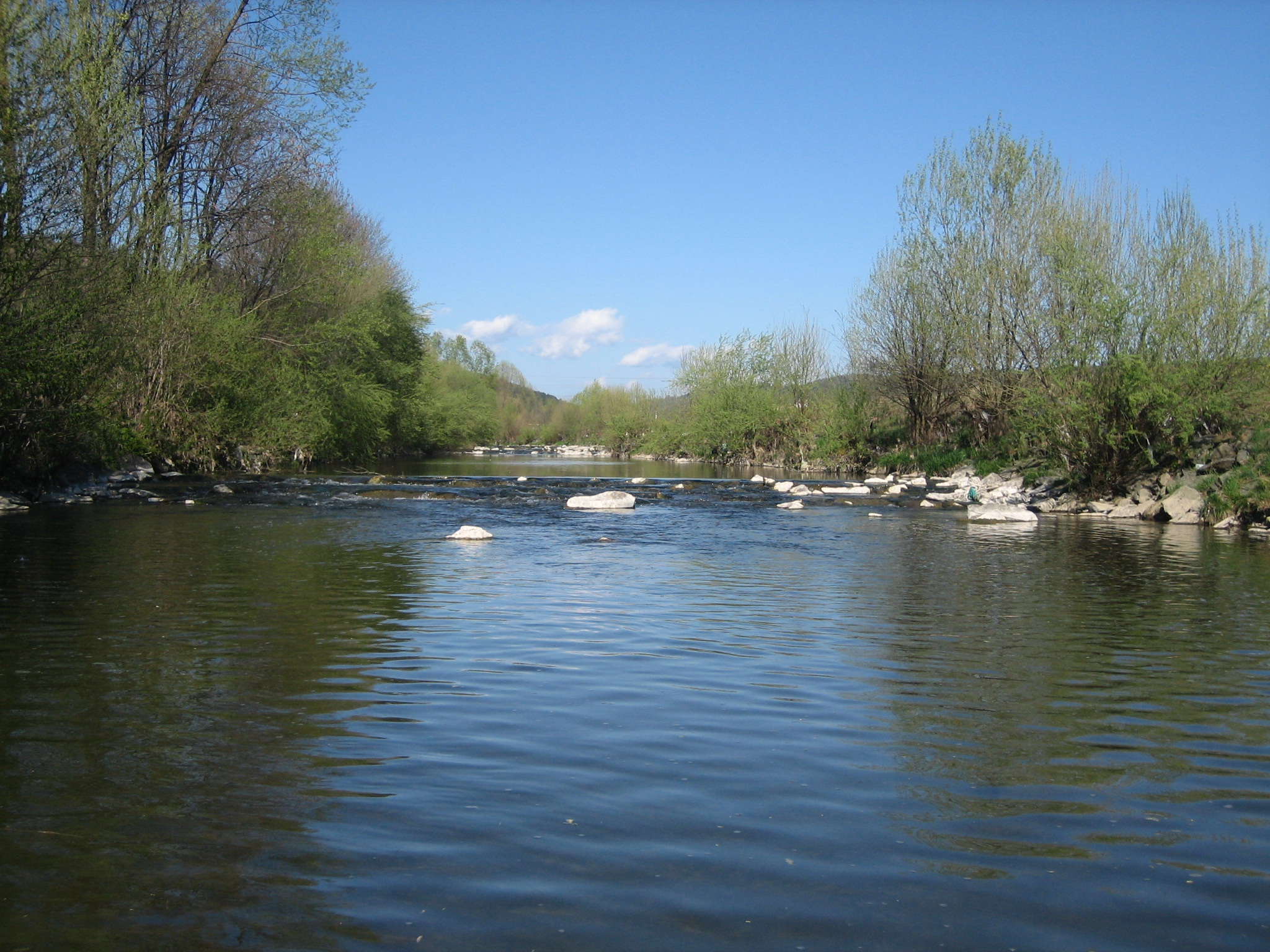
Vsetínská Bečva
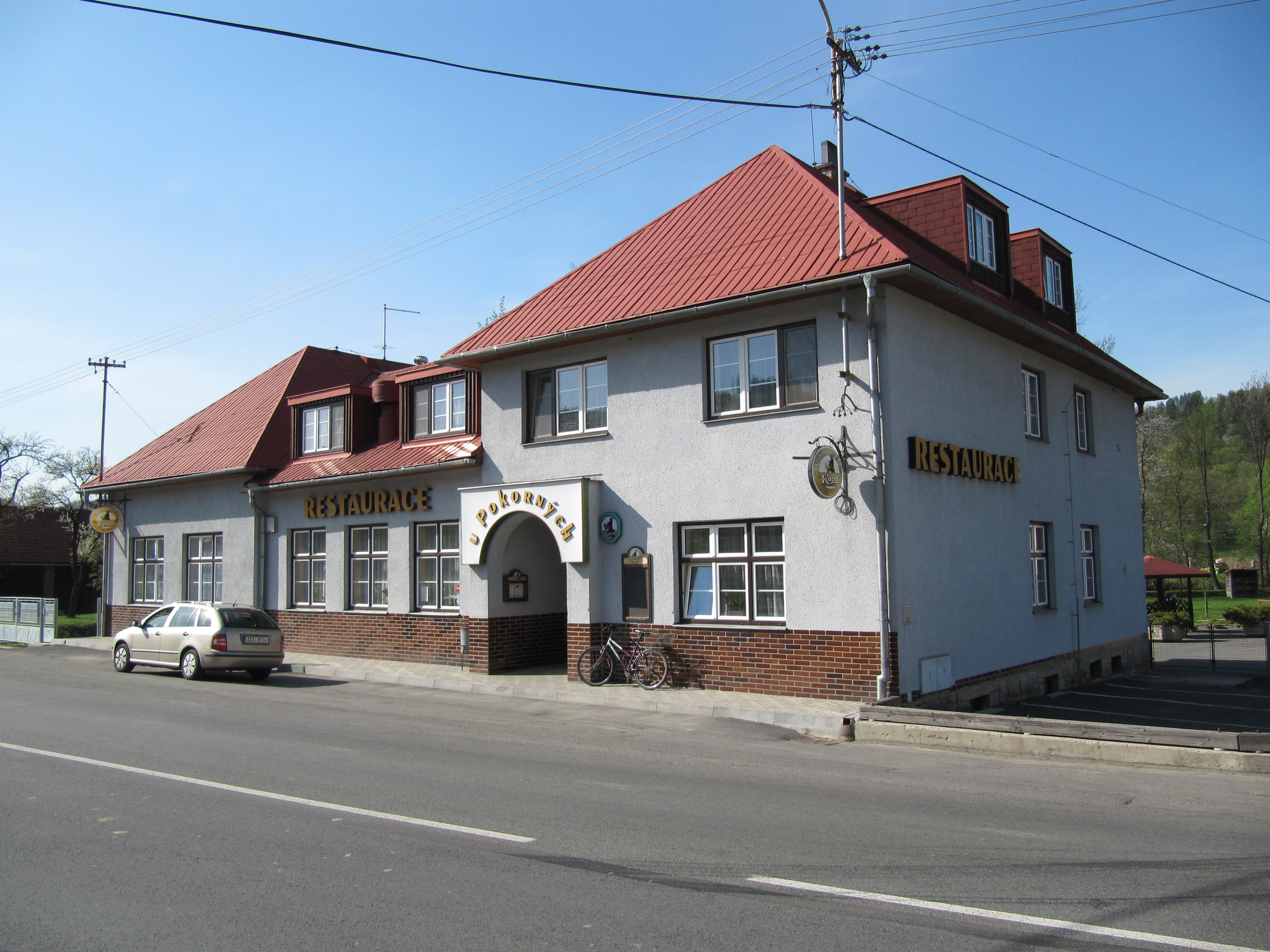
Restaurace U Pokorných
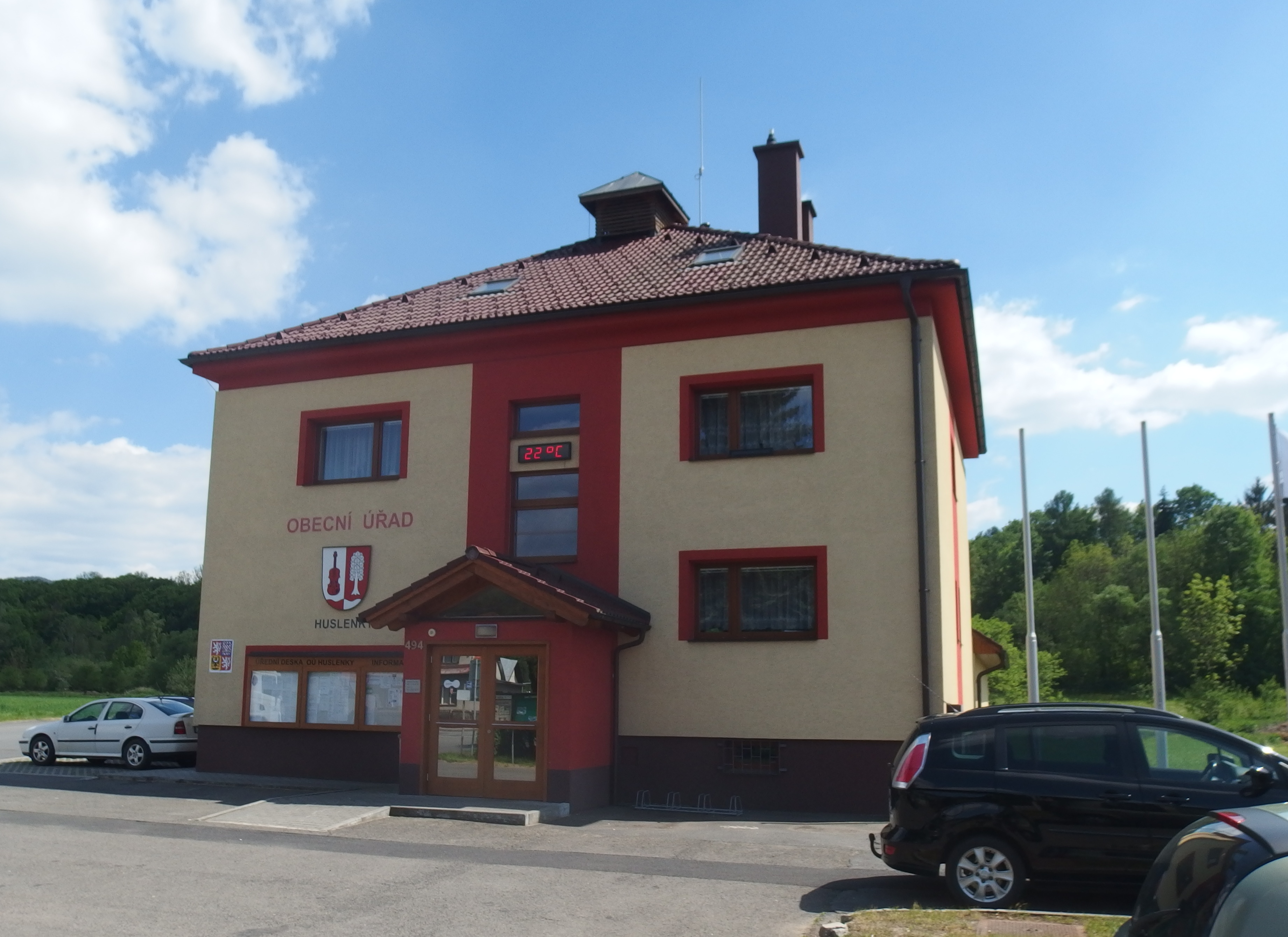
Obecní úřad
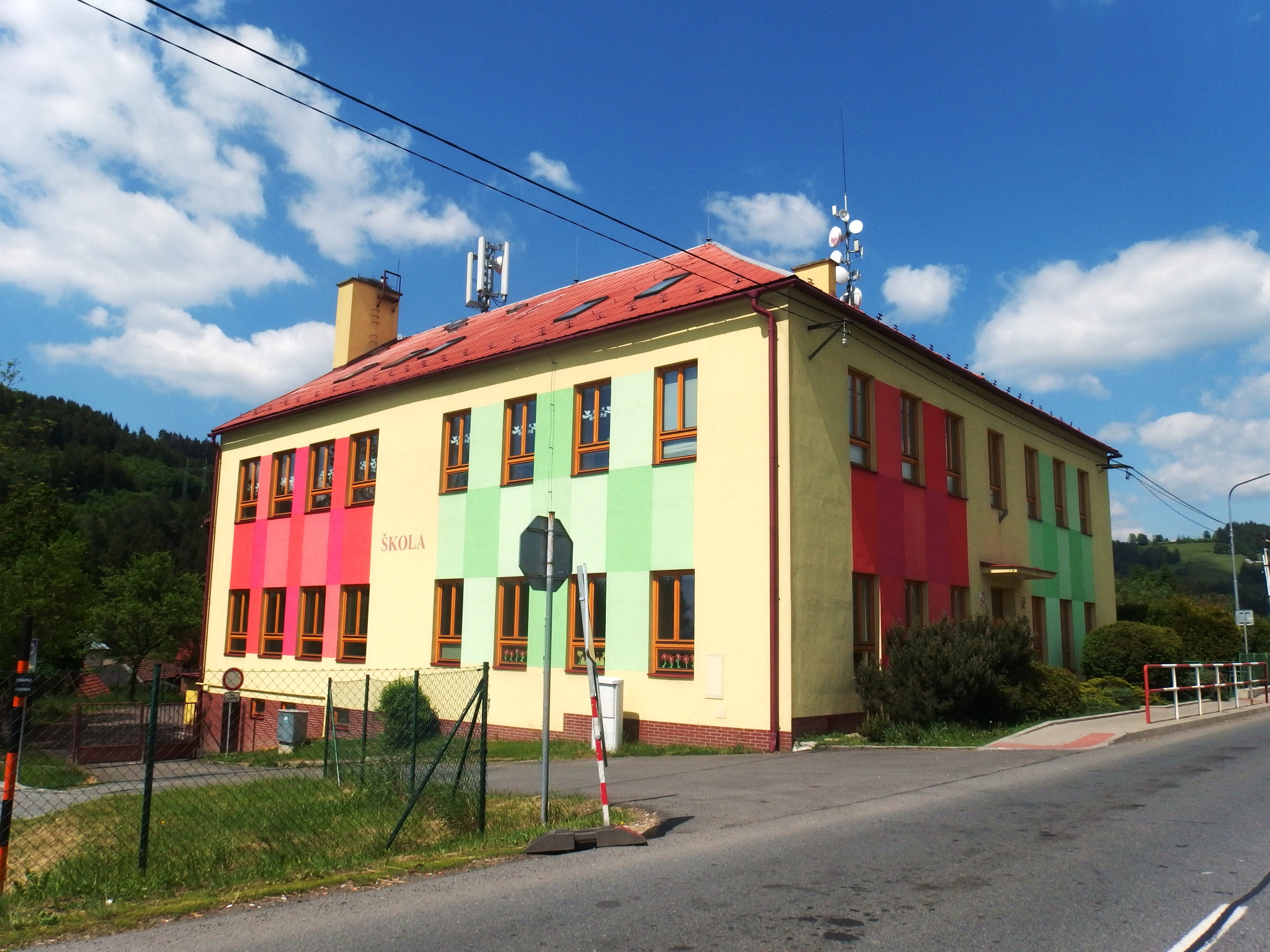
Základní škola
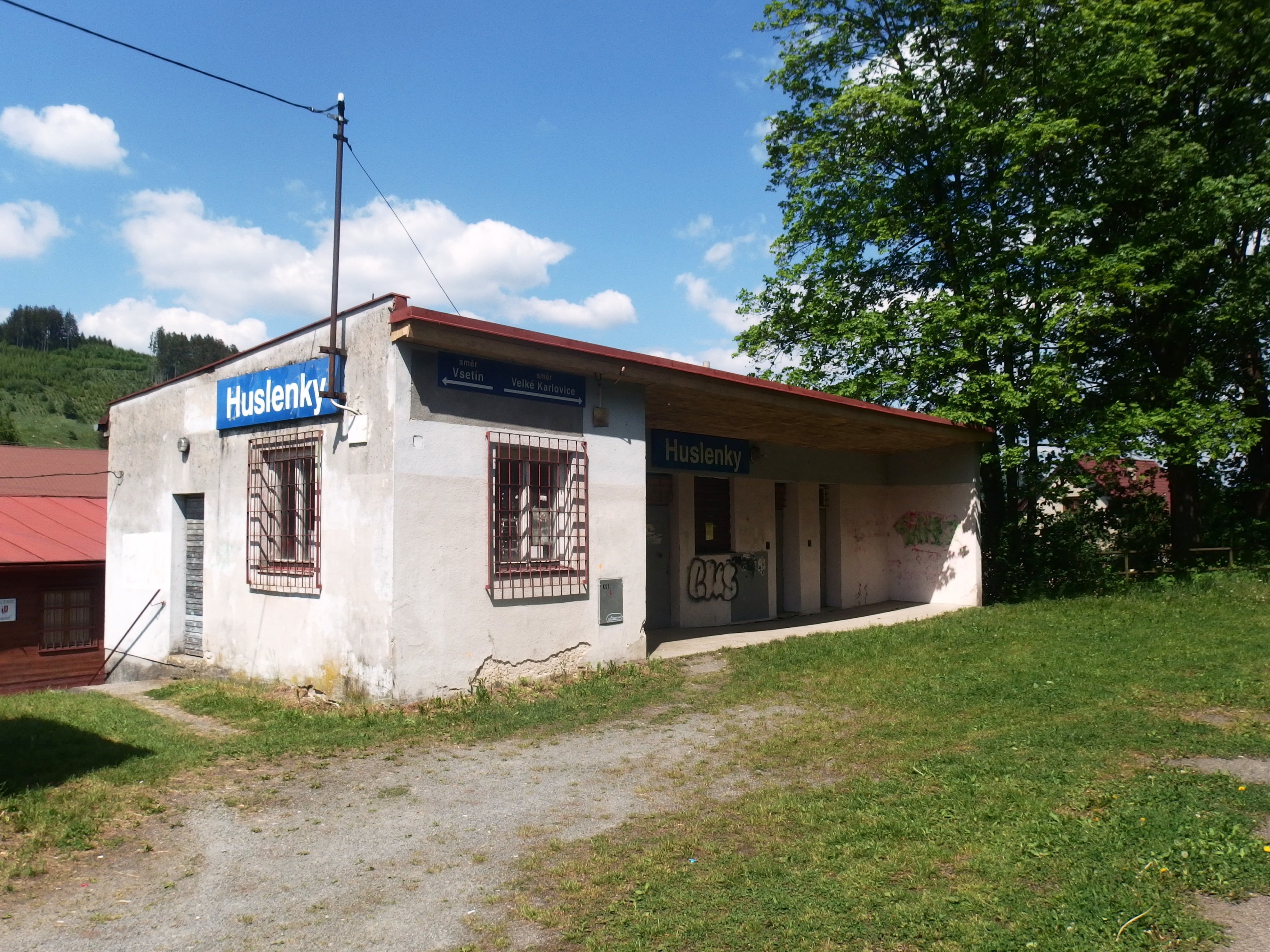
Nádraží